# Tyranneau flavéole
Capsiempis flaveola
Espèce
Statut de conservation UICN

 LC  : Préoccupation mineure
Le Tyranneau flavéole (Capsiempis flaveola) est une espèce de passereau de la famille des Tyrannidae. C'est la seule espèce du genre Capsiempis.

## Systématique
Cet oiseau est représenté par cinq sous-espèces selon la classification de référence du Congrès ornithologique international (version 9.1, 2019) :
- Capsiempis flaveola semiflava (Lawrence, 1865) — régions tropicales, du sud du Nicaragua au centre-est du Panama et sur l'île Coiba ;
- Capsiempis flaveola cerula Wetmore, 1939 — à l'est de la Colombie, au nord-est de l'Équateur, dans les Guyanes et au nord du Brésil ;
- Capsiempis flaveola leucophrys von Berlepsch, 1907 — de la Colombie (vallée du río Magdalena) au nord-ouest du Venezuela ;
- Capsiempis flaveola magnirostris Hartert, 1898 — sud-ouest de l'Équateur ;
- Capsiempis flaveola flaveola (Lichtenstein, MHK, 1823) — au sud-est du Brésil, au nord-est de la Bolivie, à l'est du Paraguay, au nord-est de l'Argentine et au sud-est du Pérou[1],[3].

## Habitat
Cet oiseau vit à proximité de cours d'eau et de lacs dans les forêts humides de plaine et de montagne, les forêts sèches de plaine, les mangroves, les pâturages et les plantations.